# Tchouvouk
Tchouvouk (ou Tchouvok) est une localité du Cameroun située dans le département du Mayo-Tsanaga et la Région de l'Extrême-Nord, en pays Mafa, à proximité de la frontière avec le Nigeria. Elle fait partie de la commune de Mokolo.

## Population
Lors du recensement de 2005, la localité comptait 13 033 habitants.
On y parle le cuvok (ou tchouvok), une langue tchadique.